# Nilo Amaro e seus Cantores de Ébano
Nilo Amaro e Seus Cantores de Ébano foi um grupo brasileiro de MPB formado por Nilo Amaro (Moisés Cardoso Neves) e um coro de vozes negras femininas e masculinas (um soprano, um mezzo soprano, um contralto, dois baixos, um tenor e três barítonos), com destaque para o baixo Noriel Vilela.
Nilo Amaro morreu em Goiânia, aos 76 anos, no dia 18 de abril de 2004.

## Discografia
- Compacto/78 rpm (1961) (canções: A Noiva e Greenfields)
- Os Anjos cantam (1962) Que tem uma análise de Luiz Américo, pesquisador de MPB, que colocou "Os Anjos Cantam" como um dos 100 discos fundamentais da MPB.
- Raízes (1963)
- Os Anjos cantam Vol. 2 (1974)
- Quase um Sonho ... (1984)